# Herbert Knoblich
Herbert Knoblich (* 11. Juni 1939 in Alt Jauer, Kreis Jauer, Provinz Schlesien; † 5. Dezember 2021) war ein deutscher Pädagoge, Physiker und Politiker (SPD).

## Leben und Beruf
Nach dem Abitur 1957 in Cottbus nahm Knoblich ein Studium der Physik und Mathematik an der Technischen Hochschule und dem Pädagogischen Institut „Karl Friedrich Wilhelm Wander“ in Dresden auf, das er 1961 mit dem Staatsexamen abschloss. Im Anschluss arbeitete er bis 1970 als Lehrer für Physik und Mathematik. Von 1970 bis 1990 war er als Assistent und Oberassistent sowie als Dozent für Festkörperphysik an der Pädagogischen Hochschule „Karl Liebknecht“ Potsdam tätig. Er promovierte 1975 zum Dr. rer. nat., habilitierte sich 1986 mit dem Thema Generation und Transport elektrischer Ladungsträger im Dielektrikum – zur Modellierung des Eigenschaftsbildes elektrisch isolierender Polymerfestkörper (Dr. rer. nat. habil.) und wirkte danach als Dozent in der Sektion Physik, Bereich Festkörperphysik, der PH Potsdam (seine Forschungen betrafen z. B. „Hoppingeffekte“) und schließlich bis 1990 in der Sektion Polytechnik als Leiter des Bereichs „Technische Systeme“. Nach der politischen Wende in der DDR fungierte Knoblich von Juni bis Oktober 1990 als Ressortleiter der Bezirksverwaltungsbehörde im Bezirk Potsdam.
Herbert Knoblich war verheiratet und hatte eine Tochter.

## Politik
Knoblich trat im Januar 1990 in die SPD ein und war von 1990 bis 2004 Abgeordneter des Landtages Brandenburg, zu dessen erstem Präsidenten er gewählt wurde. 1993/94 war er auch Mitglied des Ausschusses für Bildung, Jugend und Sport. Im Parlament vertrat er den Wahlkreis 22 Potsdam. Nach erreichtem Rentenalter verzichtete er zur Landtagswahl am 19. September 2004 auf eine erneute Kandidatur und schied somit mit der konstituierenden Sitzung des Landtags am 13. Oktober 2004 aus Amt und Mandat.

## Ehrungen
- Großes Bundesverdienstkreuz mit Stern, 2004